# Parco delle Cave (Brescia)
Il parco delle Cave di Brescia è un parco locale di interesse sovracomunale che copre un'area di circa 960 ettari. Si estende nella zona sud-est della città, sulle aree agricole e naturali dei quartieri di Buffalora, Sanpolino, San Polo Case, San Polo Cimabue e  San Polo Parco, comprendendo anche laghi di falda, di origine estrattiva, che danno nome all'intero complesso.

## Storia
Nel corso degli anni Sessanta del Novecento, alcune aree agricole dell'area sud-orientale della città di Brescia furono progressivamente convertite in aree di escavazione da parte dei singoli proprietari dei terreni.
Le prime ipotesi relative alla trasformazione dell'intera area in un parco pubblico furono avanzate nel 1976 dall'assessore all'Urbanistica Luigi Bazoli su sollecitazione del consiglio di quartiere di Buffalora.
Secondo il Piano di governo del territorio (PGT) del comune di Brescia steso dall'architetto Francesco Karrer in accordo con la giunta Paroli e approvato dal consiglio comunale il 19 marzo 2012, l'area delle cave dei quartieri di Buffalora e San Polo fu riservata alla costruzione di attrezzature sportive tra le quali anche il nuovo stadio. Fu prevista la costituzione di un parco locale di interesse sovracomunale (PLIS) nell'area agricola posta al centro della frazione di San Polo.
Nell'aprile 2014, il consigliere comunale Fabio Capra comunicò l'intenzione della Giunta Del Bono, sostenuta dalla coalizione vincente alle elezioni amministrative dell'anno prima, di convertire l'uso della zona delle cave di Buffalora e di San Polo a parco, estendendo il PLIS previsto dal PGT. La conversione fu inserita nella seconda variate al piano, approvata dal consiglio comunale l'11 febbraio 2016.
Il 28 luglio dello stesso anno fu firmata la prima convenzione tra il Comune e uno dei proprietari delle cave che sancì l'acquisizione da parte dell'ente pubblico di un'area pari a 544.000 m². Il 30 dicembre 2016 la giunta Del Bono approvò un piano d'intervento pari a 1.363.000 € per il ripristino naturalistico delle aree.
Il 16 aprile 2018 il consiglio comunale di Brescia sancì la nascita del parco che l'8 maggio fu riconosciuto come PLIS da un decreto del Presidente della Provincia Pier Luigi Mottinelli.
Nello stesso periodo, furono aperti al pubblico i primi due laghi di falda del complesso, entrambi provenienti da bacini estrattivi del gruppo Faustini: il 28 aprile quello dell'ex Ambito Territoriale Estrattivo (ATE) 23, occupante un'area di circa 36 ettari, e il 3 giugno quello dell'ATE 20, di circa 33 ettari. L'anno seguente, iniziarono i lavori per rendere fruibile un terzo lago, presso il bacino estrattivo della società Nuova Beton.
Nell'aprile 2020, la giunta Del Bono diede un nome ai quattro laghi di proprietà comunale: il primo aperto al pubblico divenne Canneto, il secondo fu battezzato Bose, mentre gli altri due bacini furono denominati Gerolotto e Fuserino, dalle cascine nelle vicinanze. 
Dopo la conclusione dei lavori per garantirne la fruibilità, tra cui la posa di un ponte per unire le due sponde, il 22 dicembre 2021 furono aperti al pubblico i 56 ettari della porzione del lago Gerolotto. Nell'ottobre 2022, furono inaugurate le case di riposo annesse al lago delle Bose che ne avevano finanziato il recupero.
Il 6 giugno 2024 fu aperta la ciclabile che affianca a oriente il lago Fuserino che fu l'ultimo dei bacini di falda ad aprire l'accesso al pubblico.

## I laghi
- Lago delle Bose
- Lago del Canneto
- Lago del Gerolotto
- Lago del Fuserino

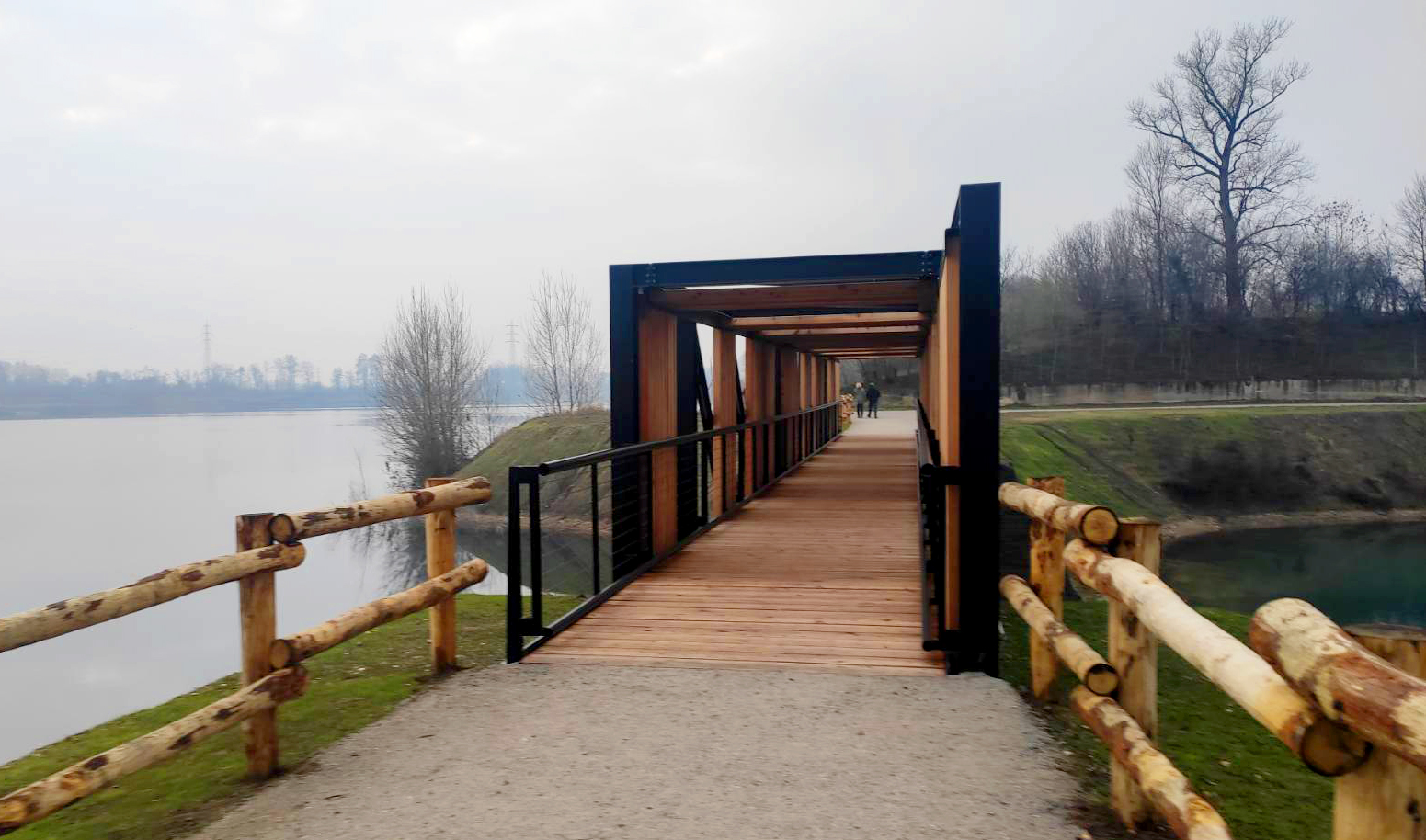
Il ponte che collega le due sponde del lago del Gerolotto
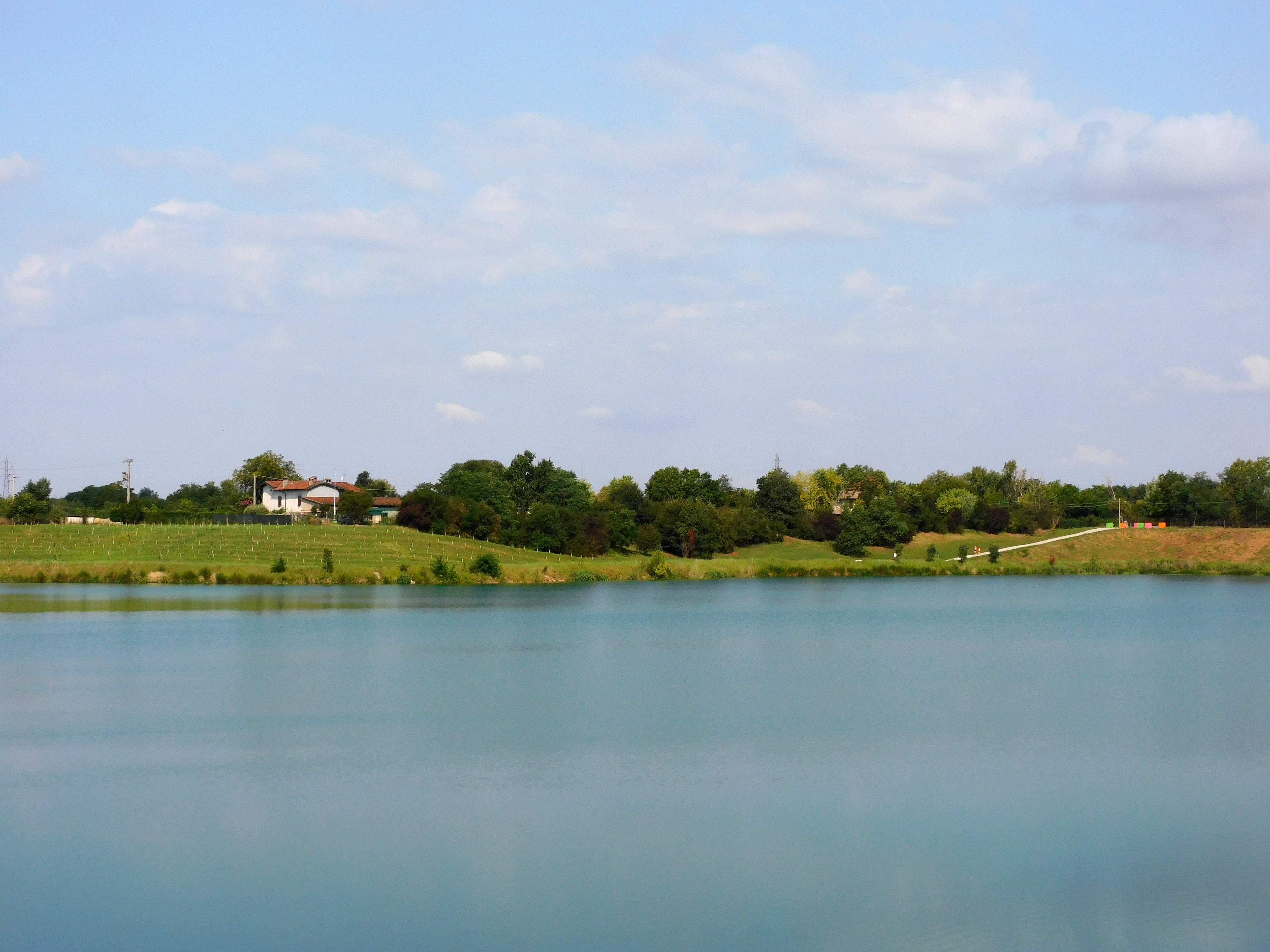
Il lago delle Bose
Lago del Canneto
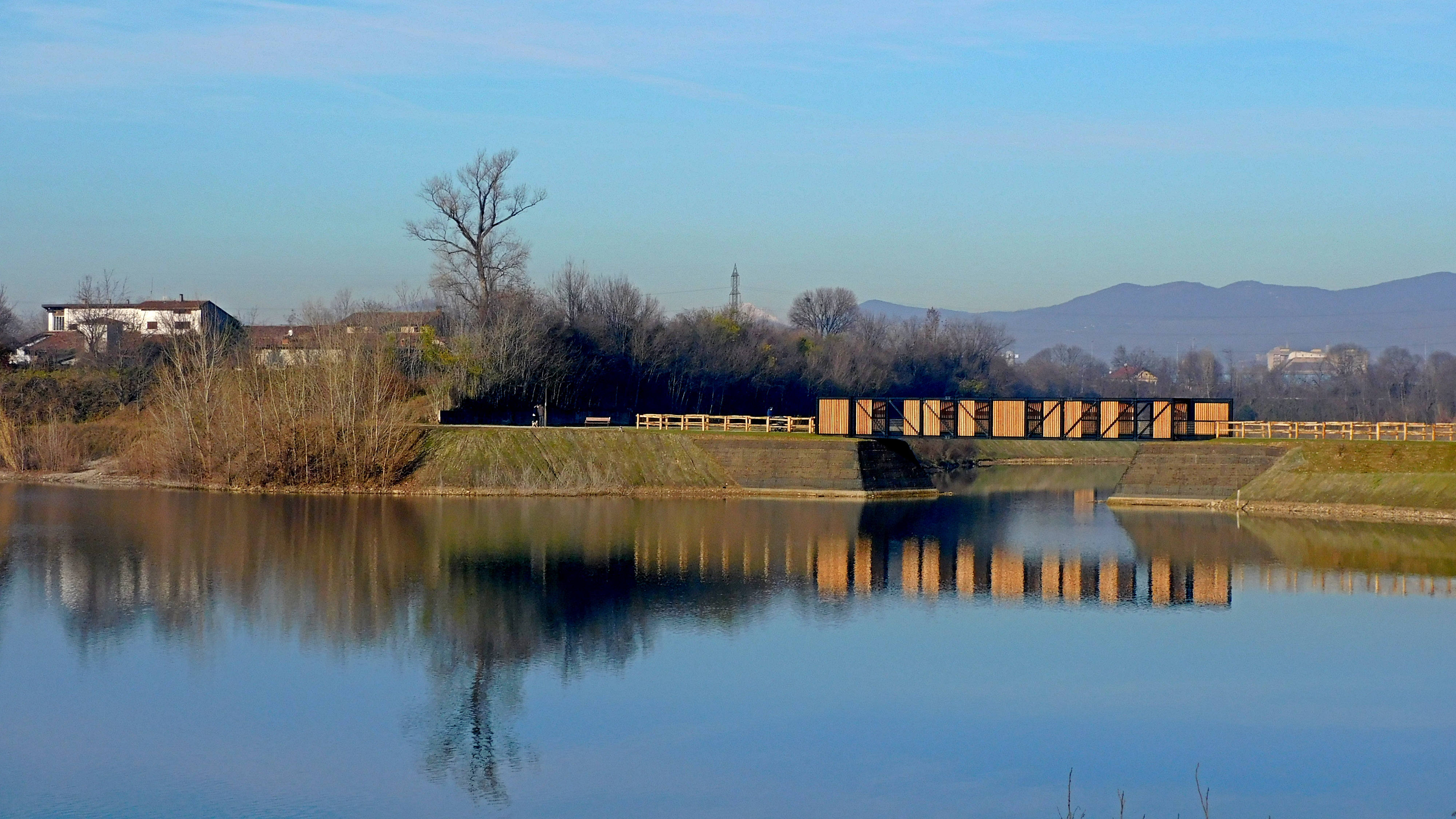
Lago del Gerolotto

## Attrezzature

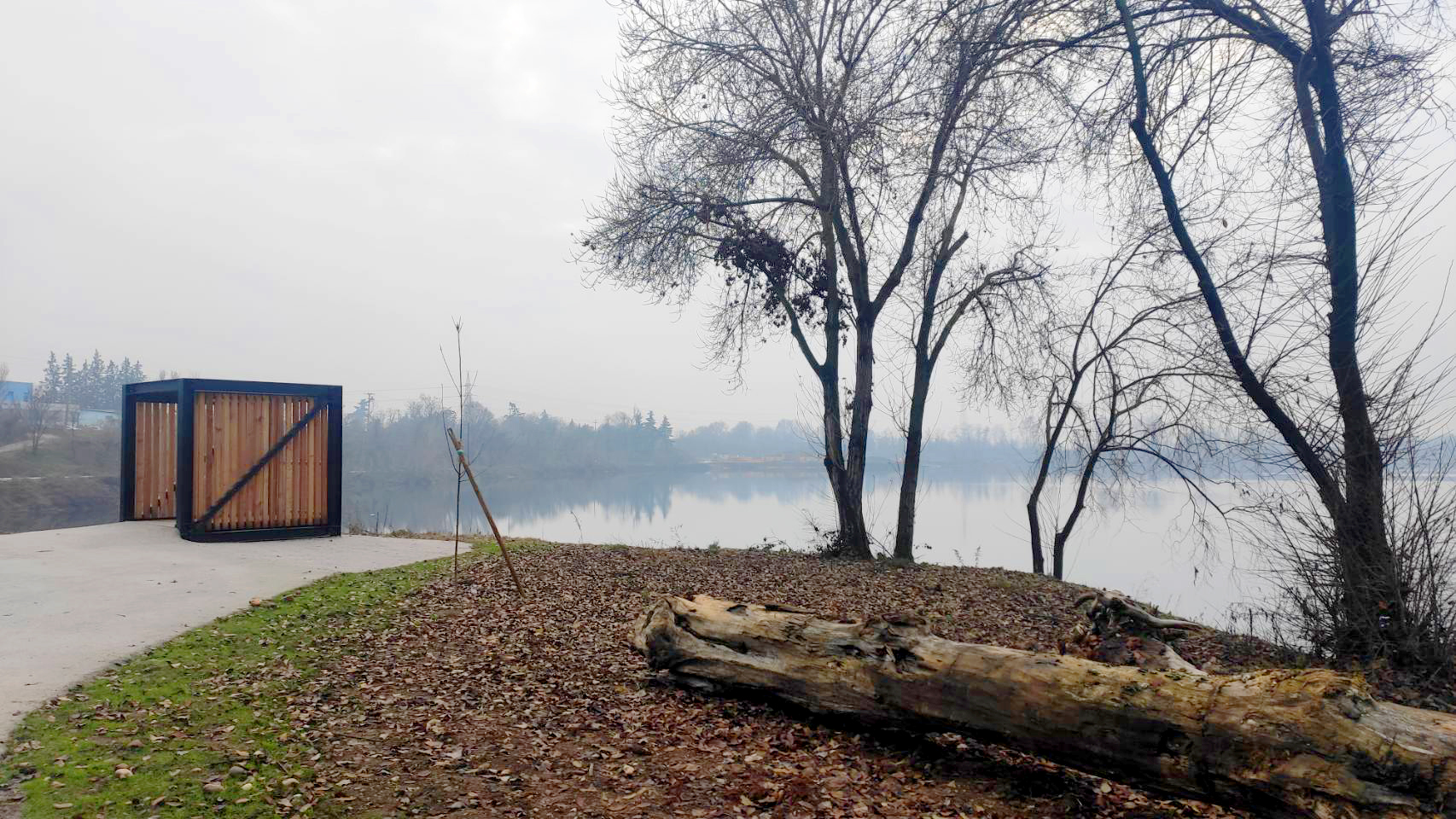
Un punto d'osservazione

I tre laghi accessibili al pubblico sono dotati di percorsi ciclopedonali per una lunghezza complessiva di circa 15 km. Il lago Gerolotto è stato dotato di punti di osservazione ornitologica ed è in previsione l'apertura della "Casa del Parco", punto di ristoro e aggregazione. In collaborazione con l'associazione apicoltori di Brescia era stato istituito un apiario pubblico nelle vicinanze del lago del Canneto, ma l'esperimento risulta terminato dopo un furto.
Presso il lago Fuserino è attiva una scuola di canotaggio.